# 광안먼네이역
광안먼네이역(중국어: 广安门内站)은 중국 베이징시 시청구 광안먼네이 가도와 뉴제 가도 접경의 광안먼 내대가·바이광로 교차로에 위치한 베이징 지하철 7호선의 지하철역이다. 2014년 12월 28일 7호선 개통과 함께 운영에 들어갔다.

## 위치
이 역은 광안먼 내대가(량광로, 동서방향)와 바이광로(길목에서 남쪽으로)의 교차로에서 동서로 배치되어 있다.

## 역 구조

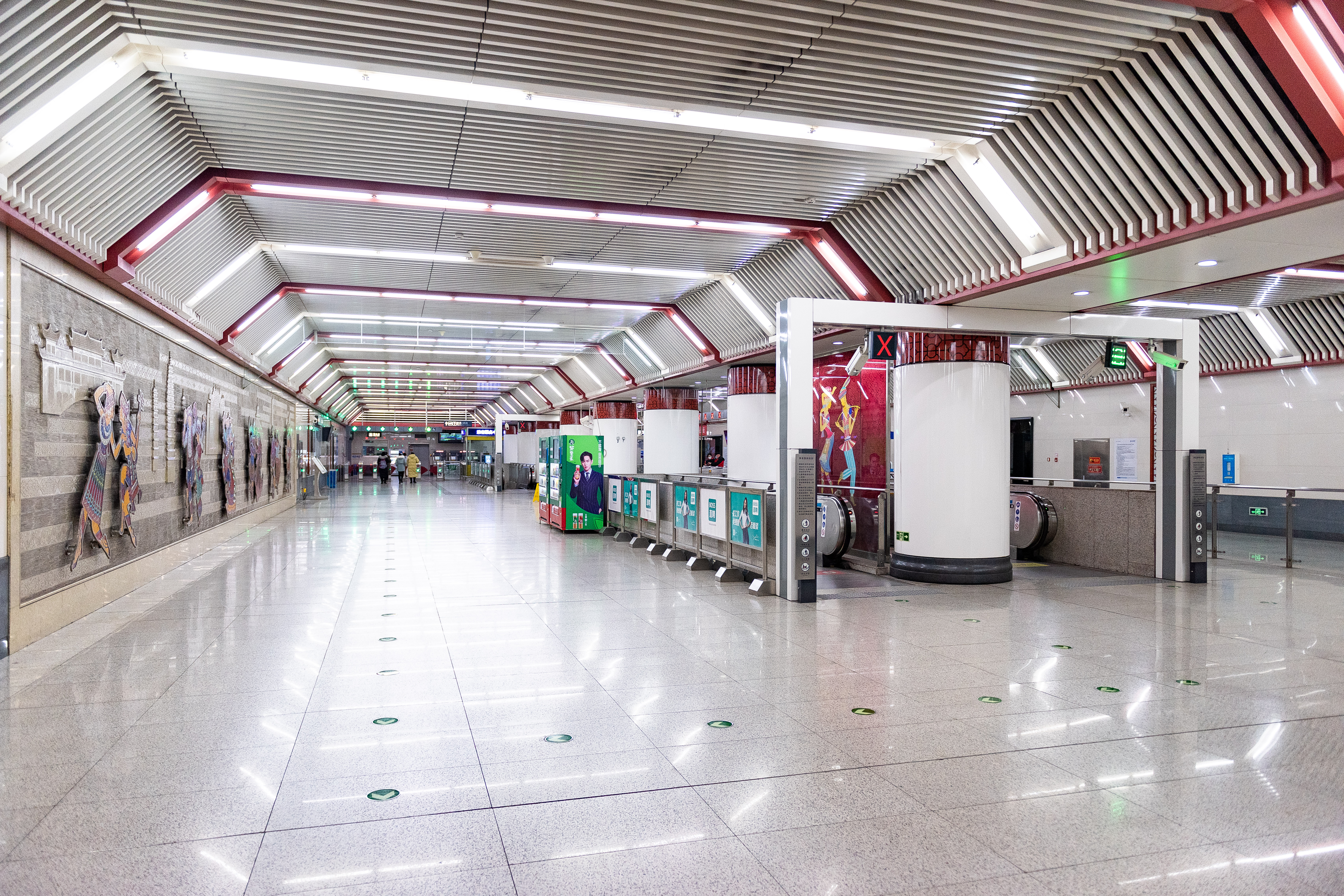
대합실 (2021년 1월)

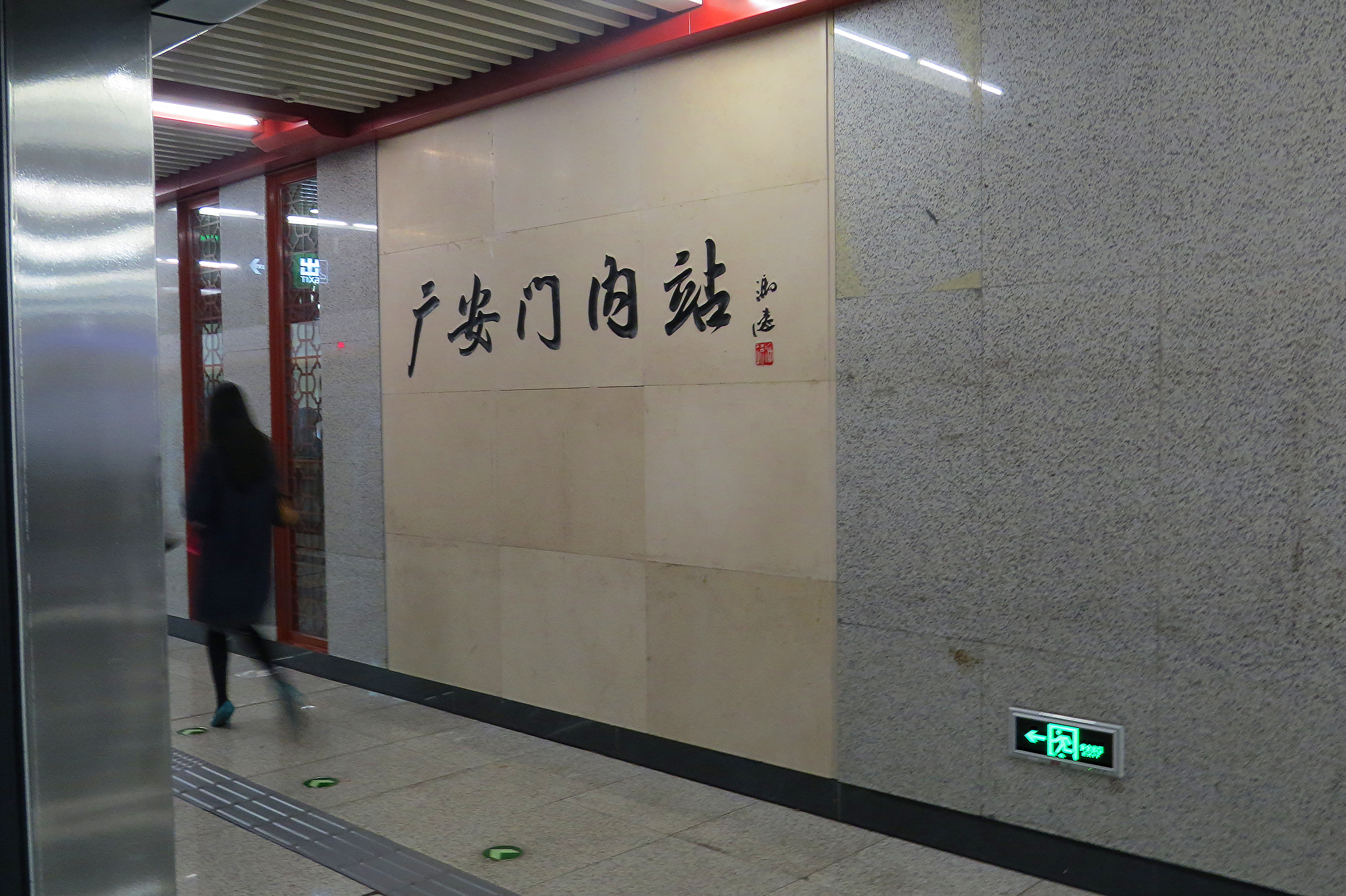
광안먼네이역(베이징 서역 방면)의 서예 역명판(2015년 11월)

광안먼네이역은 지하 2층역으로 섬식 승강장으로 설계됐다. 굴착공법으로 시공되었으며, 깊이가 20m의 이상이며, 대합실에는 벽화 《조화공영(和和共榮)》이 있다.
| 지면층          | 가도                            | A-C출구                                 |
| 지하 1층        | 대합실                          | 고객 센터, 자동매표기, 개집표기         |
| 지하 2층 승강장 | ←                               | ■ 7호선 베이징 서역 방면 (다관잉)       |
| 지하 2층 승강장 | 섬식 승강장, 왼쪽 출입문이 열림 |                                         |
| 지하 2층 승강장 | →                               | ■ 7호선 유니버설리조트 방면(차이스커우) |

## 출구
광안먼네이역에는 현재  3개의 출구가 있다(A(서북), B(동북), C(동남)).
|                         |                                        |      |             |
| 출구                    | 출구 인근                              | 사진 | 무장애 시설 |
| 出口 · A                | 신시 빌딩(信息大厦), 광안먼 중의원     |      |             |
| 出口 · B                | 보국사(报国寺), 솬우 병원              |      |             |
| 出口 · C · 2            | 베이징시 장애인활동센터, 차이바이 상가 |      |             |
| 아이콘 설명: 엘리베이터 |                                        |      |             |

## 19호선뉴제역과 간접 환승
2022년 7월 30일부터 베이징 지하철의 "간접 환승" 요금 할인 서비스가 정식으로 시범 운영되었다. 광안먼네이역과 19호선 뉴제역 간을 30분 이내 환승하는 경우 요금 할인을 받을 수 있다.